# Lista de conselhos de vizinhança da Guiana

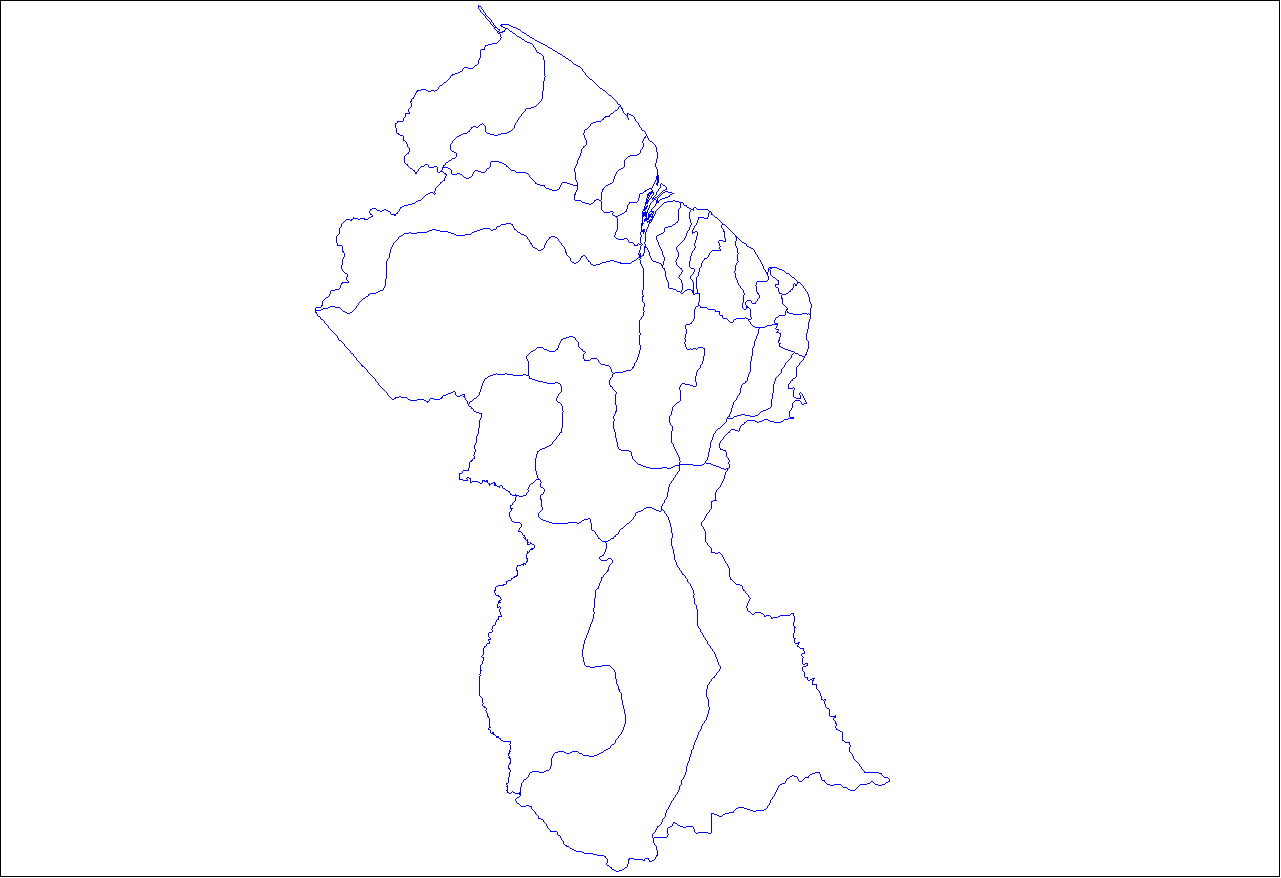
Conselhos de vizinhança da Guiana

Cada região administrativa da Guiana é subdividida em conselhos de vizinhança, que totalizam 27 unidades. Esses conselhos são representados respectivamente:
- pelo número da sua região administrativa (em algarismos romanos)
- pelo número do seu conselho de vizinhança
- pelo seu nome

## Barima-Waini
- I-1 Barima
- I-2 Waini

## Cuyuni-Mazaruni
- VII-1 Cuyuni
- VII-2 Mazaruni/Lower Berbice Essequibo

## Demerara-Mahaica
- IV-1 Moblissa/La Reconnai
- IV-2 Buxton/Mahaica

## East Berbice-Corentyne
- VI-1 East Berbice/West Canje
- VI-2 East Canje/East Canje Berb
- VI-3 Black Bush Polder
- VI-4 Lower Corentyne Rive
- VI-5 Left Bank Upper Canj
- VI-6 Upper Canje/Corentyn
- VI-7 Upper Corentyne

## Essequibo Islands-West Demerara
- Essequibo Island/Lower Berbice Essequibo River
- III-1 Essequibo Islands
- III-2 Bonasika/Boerasirie
- III-3 Lower West Demerara

## Mahaica-Berbice
- V-1 Mahaica/Mahaicony
- V-2 Mahaicony/Berbice

## Pomeroon-Supenaam
- II-1 Moruka/Pomeroon
- II-2 Somerset And Berks

## Potaro-Siparuni
- VIII-1 Ireng/Upper Potaro
- VIII-2 Lower Potaro/Ladsm

## Upper Demerara-Berbice
- X-1 Right Bank Essequibo
- X-2 Torani/Bulletwood

## Upper Takutu-Upper Essequibo
- IX-1 Rupununi West
- IX-2 Rewa/Upper Essequibo